# Cristina Torrens Valero
Dit is een Spaanse naam; Torrens is de vadernaam en Valero is de moedernaam.
Cristina Torrens Valero (Pamplona, 12 september 1974) is een voormalig professioneel tennisspeelster uit Spanje. Zij bereikte haar hoogste plaats (27e) op de WTA-ranglijst op 4 maart 2002.
In 1993 nam Torrens Valero deel aan het Spaanse Fed Cup-team waarmee ze de titel behaalde.

## Posities op deWTA-ranglijst
Positie per einde seizoen:
| jaar | rang enkelspel | rang dubbelspel |
| ---- | -------------- | --------------- |
| 1990 | 595            | 603             |
| 1991 | 192            | 334             |
| 1992 | 202            | 317             |
| 1993 | 186            | 508             |
| 1994 | 146            | 189             |
| 1995 | 180            | 223             |
| 1996 | 95             | 212             |
| 1997 | 83             | 632             |
| 1998 | 97             | 153             |
| 1999 | 52             | 96              |
| 2000 | 94             | 71              |
| 2001 | 32             | 136             |
| 2002 | 78             | 360             |
| 2003 | 106            | –               |
| 2004 | 410            | 896             |

## Palmares
| Legenda                |
| ---------------------- |
| Grandslamtoernooi      |
| Olympische Spelen      |
| Year-End Championships |
| Tier I                 |
| Tier II                |
| Tier III               |
| Tier IV & V            |

### WTA-finaleplaatsen enkelspel
| nr.              | finale     | toernooi      | ondergrond | tegenstandster          | score         |         |
| ---------------- | ---------- | ------------- | ---------- | ----------------------- | ------------- | ------- |
| gewonnen finales |            |               |            |                         |               |         |
| 1.               | 1999-05-09 | WTA Warschau  | gravel     | Inés Gorrochategui      | 7-5, 7-6      | details |
| 2.               | 2001-07-29 | WTA Sopot     | gravel     | Gala León García        | 6-2, 6-2      | details |
| verloren finales |            |               |            |                         |               |         |
| 1.               | 1999-04-25 | WTA Boedapest | gravel     | Sarah Pitkowski         | 2-6, 2-6      | details |
| 2.               | 2000-05-21 | WTA Antwerpen | gravel     | Amanda Coetzer          | 6-4, 2-6, 3-6 | details |
| 3.               | 2001-07-15 | WTA Palermo   | gravel     | Anabel Medina Garrigues | 4-6, 4-6      | details |

### WTA-finaleplaatsen vrouwendubbelspel
| nr.              | finale     | toernooi      | ondergrond | partner             | tegenstandsters                  | score         |         |
| ---------------- | ---------- | ------------- | ---------- | ------------------- | -------------------------------- | ------------- | ------- |
| gewonnen finales |            |               |            |                     |                                  |               |         |
| 1.               | 1999-04-11 | WTA Lissabon  | gravel     | Alicia Ortuño       | Anna Földényi Rita Kuti Kis      | 7-6, 3-6, 6-3 | details |
| 2.               | 2000-04-23 | WTA Boedapest | gravel     | Ljoebomira Batsjeva | Jelena Kostanić Sandra Načuk     | 6-0, 6-2      | details |
| verloren finales |            |               |            |                     |                                  |               |         |
| 1.               | 2000-04-16 | WTA Lissabon  | gravel     | Amanda Hopmans      | Tina Križan Katarina Srebotnik   | 0-6, 6-7      | details |
| 2.               | 2000-10-01 | WTA Luxemburg | tapijt (i) | Ljoebomira Batsjeva | Alexandra Fusai Nathalie Tauziat | 3-6, 6-7      | details |

## Resultaten grandslamtoernooien
| Legenda | Legenda                          |
| ------- | -------------------------------- |
| g.t.    | geen toernooi gehouden           |
| l.c.    | lagere categorie                 |
| –       | niet deelgenomen                 |
| G       | uitgeschakeld in de groepsfase   |
| 1R      | uitgeschakeld in de eerste ronde |
| 2R      | uitgeschakeld in de tweede ronde |
| 3R      | uitgeschakeld in de derde ronde  |
| 4R      | uitgeschakeld in de vierde ronde |
| KF      | uitgeschakeld in de kwartfinale  |
| HF      | uitgeschakeld in de halve finale |
| F       | de finale verloren               |
| W       | het toernooi gewonnen            |
| w-v     | winst/verlies-balans             |

### Enkelspel
| toernooi        | 1996 | 1997 | 1998 | 1999 | 2000 | 2001 | 2002 | 2003 | 2004 |
| --------------- | ---- | ---- | ---- | ---- | ---- | ---- | ---- | ---- | ---- |
| Australian Open | –    | 1R   | 2R   | 1R   | 1R   | 1R   | 1R   | 2R   | 1R   |
| Roland Garros   | –    | 1R   | 1R   | 3R   | 1R   | 3R   | 2R   | 1R   | –    |
| Wimbledon       | –    | 2R   | 1R   | 1R   | 3R   | 2R   | 1R   | 1R   | –    |
| US Open         | 2R   | 1R   | 1R   | 1R   | 1R   | 1R   | 2R   | 1R   | –    |

### Vrouwendubbelspel
| toernooi        | 1999 | 2000 | 2001 | 2002 |
| --------------- | ---- | ---- | ---- | ---- |
| Australian Open | –    | 1R   | 1R   | 1R   |
| Roland Garros   | 3R   | 1R   | 1R   | –    |
| Wimbledon       | 2R   | –    | 1R   | –    |
| US Open         | 1R   | 2R   | 1R   | –    |